# Dorothy Dwan
Dorothy Dwan (Sedalia, 26 april 1906 - Ventura, 17 maart 1981) was een Amerikaanse actrice.

## Biografie
Dwan werd geboren als Dorothy Belle Ilgenfritz op 26 april 1906 in Sedalia (Missouri) als dochter van Charles Melvin Ilgenfritz en Nancy Dorothy Wallace. Kort nadat haar ouders gescheiden waren en haar moeder hertrouwd was, rond 1915, werd Dorothy geadopteerd door haar stiefvader George Hughes Smith. Uiteindelijk verhuisde het gezin naar Philadelphia.
Nadat ze in enkele films als figurant verschenen was kreeg ze een contract bij Universal. Tussen 1922 en 1930 speelde ze in 40 films, waarvan er verschillende werden geregisseerd door haar eerste echtgenoot Larry Semon. In 1928 stapte Dwan over van films naar het toneel en tekende een contract met Henry Duffy om te acteren in zijn theaters aan de Pacific Coast. Nadat ze stopte met acteren, werkte Dwan als columnist voor het tijdschrift Photoplay.
Dwan was getrouwd met Larry Semon van 1925 tot zijn dood in 1928. Van 1930 tot 1935 was ze getrouwd met Paul Northcutt Boggs Jr. Met haar tweede echtgenoot had ze een zoon Paul. Ze trouwde nog een derde keer met Fred Buckles, maar ook dat huwelijk eindigde in een scheiding. Dwan overleed op 17 maart 1981 in Ventura (Californië) aan longkanker op 74-jarige leeftijd.